# Севі
Севі́ (фр. Sévis) — колишній муніципалітет у Франції, у регіоні Нормандія, департамент Приморська Сена. Населення — 357 осіб (2011).
Муніципалітет був розташований на відстані близько 130 км на північний захід від Парижа, 30 км на північ від Руана.

## Історія
До 2015 року муніципалітет перебував у складі регіону Верхня Нормандія. Від 1 січня 2016 року належав до нового об'єднаного регіону Нормандія.
1 січня 2019 року Севі, Оффе i Крессі було об'єднано в новий муніципалітет Валь-де-Сі.

## Демографія
Динаміка населення (INSEE ):
Розподіл населення за віком та статтю (2006):
| Стать | Всього | До 15 років | 15-24 | 25-44 | 45-64 | 65-85 | Понад 85 |
| --- | ------ | ----------- | ----- | ----- | ----- | ----- | -------- |
| Чоловіки | 152    | 44          | 8     | 40    | 44    | 12    | 4        |
| Жінки | 176    | 36          | 20    | 52    | 40    | 28    | 0        |
| \| Статево-вікова піраміда \| Статево-вікова піраміда \| Статево-вікова піраміда \| \| ----------------------- \| ----------------------- \| ----------------------- \| \| Чоловіки \| Вік \| Жінки \| \| 4 \| 85 + \| 0 \| \| 0 \| 80-84 \| 8 \| \| 8 \| 75-79 \| 8 \| \| 4 \| 70-74 \| 4 \| \| 0 \| 65-69 \| 8 \| \| 8 \| 60-64 \| 4 \| \| 12 \| 55-59 \| 4 \| \| 12 \| 50-54 \| 16 \| \| 12 \| 45-49 \| 16 \| \| 4 \| 40-44 \| 16 \| \| 24 \| 35-39 \| 12 \| \| 12 \| 30-34 \| 24 \| \| 0 \| 25-29 \| 0 \| \| 8 \| 20-24 \| 4 \| \| 0 \| 15-20 \| 16 \| \| 16 \| 10-14 \| 4 \| \| 16 \| 5-9 \| 16 \| \| 12 \| 0-4 \| 16 \| |        |             |       |       |       |       |          |
| Статево-вікова піраміда |        |             |       |       |       |       |          |
| Чоловіки | Вік    | Жінки       |       |       |       |       |          |
| 4 | 85 +   | 0           |       |       |       |       |          |
| 0 | 80-84  | 8           |       |       |       |       |          |
| 8 | 75-79  | 8           |       |       |       |       |          |
| 4 | 70-74  | 4           |       |       |       |       |          |
| 0 | 65-69  | 8           |       |       |       |       |          |
| 8 | 60-64  | 4           |       |       |       |       |          |
| 12 | 55-59  | 4           |       |       |       |       |          |
| 12 | 50-54  | 16          |       |       |       |       |          |
| 12 | 45-49  | 16          |       |       |       |       |          |
| 4 | 40-44  | 16          |       |       |       |       |          |
| 24 | 35-39  | 12          |       |       |       |       |          |
| 12 | 30-34  | 24          |       |       |       |       |          |
| 0 | 25-29  | 0           |       |       |       |       |          |
| 8 | 20-24  | 4           |       |       |       |       |          |
| 0 | 15-20  | 16          |       |       |       |       |          |
| 16 | 10-14  | 4           |       |       |       |       |          |
| 16 | 5-9    | 16          |       |       |       |       |          |
| 12 | 0-4    | 16          |       |       |       |       |          |

## Економіка
2010 року серед 214 осіб працездатного віку (15—64 років) 168 були активними, 46 — неактивними (показник активності 78,5%, у 1999 році було 66,3%). З 168 активних мешканців працювало 148 осіб (74 чоловіки та 74 жінки), безробітними було 20 (10 чоловіків та 10 жінок). Серед 46 неактивних 18 осіб було учнями чи студентами, 16 — пенсіонерами, 12 були неактивними з інших причин.

У 2010 році в муніципалітеті числилось 122 оподатковані домогосподарства, у яких проживали 349,5 особи, медіана доходів виносила 17 040 євро на одного особоспоживача